# 崔源峻
崔源峻（チェ・ウォンジュン、朝鮮語: 최원준、1994年12月21日 - ）は、大韓民国のソウル特別市出身のプロ野球選手（投手）。改名前の名前は「崔洞現（チェ・ドンヒョン、최동현）」だった。

## 経歴

### アマチュア時代
大学時代から2013年と2014年に大学春季リーグで最優秀選手賞を受賞し、所属大学のエースとして活躍するなど優秀な投手だった。
さらに2015年のアジア野球選手権大会で代表としても活躍した。しかし、4年生時にはトミー・ジョン手術を受けたことで投球をほとんどしていなかった。さらに、2016年10月には甲状腺がんの手術を受け、完治後に再起を誓って現在の名前に改名。

### 斗山時代
2017年に斗山から指名されて入団した。同年は度重なる故障のリハビリによって1軍2軍ともに1試合も登板しなかった。
2018年7月25日のSKワイバーンズ戦で救援登板してデビュー。3イニング3失点を記録した。同年は6試合のみ出場。
2019年も中継ぎ専門で活動。同年には初勝利、初セーブ、初ホールドをいずれも記録したが、そこまで目立った活躍はしなかった。
2020年は開幕エントリーに入った。初期は中継ぎだったが、李庸燦とクリス・フレクセンの故障で6月から代替先発投手に配置転換された。すると水を得た魚のごとく大活躍し、9月12日のキウム・ヒーローズ戦でシーズン初黒星を喫するまで開幕から無敗のシーズン10連勝を記録するなどよい投球を見せた。
対LGツインズ戦となる同年の準プレーオフでは2回戦に先発登板。乱打戦となりながらも相手先発のタイラー・ウィルソンとの投げ合いを制して自身初のポストシーズン白星を挙げた。なお、この勝利でチームはプレーオフ進出を決定。
2021年も他の国産先発投手陣が軒並み不安定な中で開幕からエースとして活躍。6月16日の東京オリンピック韓国野球代表メンバー発表時点で12試合に先発して無敗の7連勝、平均自責点2点台とチーム内でずば抜けた成績を残したため斗山の投手で唯一代表メンバーに選ばれた。

## プレースタイル・人物
最高145km/時のストレートを駆使する高速サイドアーム投手で、力のあるフォーシームと内角に曲がるカーブをよく使用する。ほか、チェンジアップとフォークも投げる。
斗山在籍経験のある他のサイドアーム投手達とは異なり、ストレートを投げる割合は約70％にもなっており奪三振能力に優れている。

## 詳細情報

### 年度別投手成績
| 年 度    | 球 団    | 登 板 | 先 発 | 完 投 | 完 封 | 無 四 球 | 勝 利 | 敗 戦 | セ 丨 ブ | ホ 丨 ル ド | 勝 率 | 打 者 | 投 球 回 | 被 安 打 | 被 本 塁 打 | 与 四 球 | 敬 遠 | 与 死 球 | 奪 三 振 | 暴 投 | ボ 丨 ク | 失 点 | 自 責 点 | 防 御 率 | W H I P |
| -------- | -------- | ----- | ----- | ----- | ----- | -------- | ----- | ----- | -------- | ----------- | ----- | ----- | -------- | -------- | ----------- | -------- | ----- | -------- | -------- | ----- | -------- | ----- | -------- | -------- | ------- |
| 2018     | 斗山     | 6     | 0     | 0     | 0     | 0        | 0     | 0     | 0        | 0           | ---   | 56    | 9.1      | 22       | 2           | 0        | 0     | 5        | 5        | 0     | 0        | 16    | 11       | 10.61    | 2.36    |
| 2019     | 斗山     | 34    | 3     | 0     | 0     | 0        | 1     | 2     | 1        | 4           | .333  | 228   | 54.1     | 52       | 1           | 16       | 1     | 4        | 38       | 1     | 0        | 17    | 16       | 2.65     | 1.25    |
| 2020     | 斗山     | 42    | 18    | 0     | 0     | 0        | 10    | 2     | 0        | 0           | .833  | 532   | 123.0    | 134      | 15          | 35       | 0     | 7        | 94       | 2     | 1        | 52    | 52       | 3.80     | 1.37    |
| 2021     | 斗山     | 29    | 29    | 0     | 0     | 0        | 12    | 4     | 0        | 0           | .750  | 673   | 158.1    | 160      | 15          | 37       | 1     | 10       | 113      | 0     | 0        | 65    | 58       | 3.30     | 1.24    |
| 2022     | 斗山     | 30    | 30    | 0     | 0     | 0        | 8     | 13    | 0        | 0           | .381  | 713   | 165.0    | 183      | 21          | 37       | 0     | 7        | 113      | 1     | 1        | 80    | 66       | 3.60     | 1.33    |
| 2023     | 斗山     | 26    | 20    | 0     | 0     | 0        | 3     | 10    | 0        | 0           | .231  | 465   | 107.2    | 119      | 11          | 28       | 0     | 12       | 71       | 1     | 0        | 60    | 59       | 4.93     | 1.37    |
| 2024     | 斗山     | 24    | 24    | 0     | 0     | 0        | 6     | 7     | 0        | 0           | .462  | 490   | 110.0    | 125      | 21          | 34       | 1     | 10       | 72       | 1     | 0        | 79    | 79       | 6.46     | 1.45    |
| KBO：7年 | KBO：7年 | 191   | 124   | 0     | 0     | 0        | 40    | 38    | 1        | 4           | .513  | 3157  | 727.2    | 795      | 86          | 187      | 3     | 55       | 506      | 6     | 2        | 369   | 341      | 4.22     | 1.33    |

- 2024年度シーズン終了時
- 太字はリーグ最高

### 代表歴
- 2020年東京オリンピックの野球競技・韓国代表

### 背番号
- 63 （2017年）
- 61 （2018年 - ）